# Tipula (Microtipula) heterodactyla
Tipula (Microtipula) heterodactyla is een tweevleugelige uit de familie langpootmuggen (Tipulidae). De soort komt voor in het Neotropisch gebied.